# Janovice v Podještědí
Janovice v Podještědí – gmina w Czechach, w powiecie Liberec, w kraju libereckim. Według danych z dnia 1 stycznia 2014 liczyła 86 mieszkańców.